# Knaves
Knaves, även kallat kanalje, är ett engelskt kortspel som går ut på att vinna så många stick som möjligt, men samtidigt undvika att ta stick som innehåller knektar. För varje vunnet stick erhålls pluspoäng. Hemtagna knektar bestraffas med minuspoäng. Den spelare som först uppnått överenskommen poängsumma är vinnare. 
Spelet är avsett för tre deltagare, men kan med vissa modifikationer spelas också med två eller upp till sex deltagare. 
Knave är en äldre engelsk benämning på knekten i kortleken.